# Gülağaç
Gülağaç (dawniej Ağaçlı) − miasto w Turcji, w prowincji Aksaray, stolica dystryktu Gülağaç. Liczy 4'672 mieszkańców. Położone w krainie Kapadocja.